# 富綬
显悫亲王富綬（穆麟德轉寫：fušeo，?—1669年），滿洲愛新覺羅氏。清太宗皇太極孫、肅武親王豪格第四子。第一任顯親王（1651年－1669年）。
順治五年（1648年），其父豪格因隱瞞其部將冒功及起用罪人之弟的罪名被下獄，當年三月在獄中死去。豪格死後，其福晉為睿親王多爾袞所納。多爾袞曾經召富綬至其府邸校射。其親信何洛會因誣陷豪格入獄，見富綬時心悸，希望除去富綬。錫翰告以多爾袞。多爾袞認為何洛會不知其意，而富綬由是得以保全。
順治八年（1651年）正月，清世祖福臨親政，他為兄長豪格的冤獄昭雪，復封豪格為和碩肅親王，立碑表揚，由富綬承襲豪格爵位，改號為顯親王。康熙八年（1669年），富綬逝世。朝廷予以諡號「慤」。顯親王爵位由第四子丹臻繼承。

## 妻妾
- 嫡福晋察哈尔博尔济吉特氏，和硕亲王额尔克孔果尔额哲之女；
- 侧福晋富察氏，护军统领额思特宜之女；
- 庶福晋吴鲁特氏，里次子祜尔汉，三子纳之女；
- 庶福晋兆佳氏，赫图之女；
- 妾孙氏，孙齐之女；
- 妾兆氏，翁果托之女；
- 妾翁钮洛氏，萨海之女；
- 妾马氏，马英秀之女。
- 妾都鲁氏

## 子
- 长子全宝（1658-1698），母妾都鲁氏，文特宜之女，顺治十五年生，康熙三十七年卒，嫡妻佟佳氏，和尔浑之女。妾王氏，王杰之女。六子。第一子：全投。第二子：格布。第三子：告退宗学副管敏济礼。第四子：悟尔哀。第五子：色普晋。第六子：延普。
- 次子祜尔汉（1664-1665），母庶福晋吴鲁特氏，特里纳之女，康熙三年生，康熙四年卒
- 三子费扬古（1664-1665），母妾翁钮洛氏，萨海之女，康熙三年生，康熙四年卒
- 四子和硕显密亲王丹臻（1665-1702），和硕显懿亲王富绶第四子，母侧福晋富察氏，护军统领额思特宜之女色之女，康熙九年（1670年），父亲富绶逝世，丹臻承袭显亲王爵位。康熙三十五年（1696年），跟从出征噶尔丹。康熙四十一年（1702年），丹臻逝世。朝廷予以谥号“密”。显亲王爵位由第六子衍潢继承.
- 五子追封和硕显亲王拜察礼（1667-1708），母庶福晋兆佳氏，赫图之女， 康熙六年生，康熙四十七年卒，乾隆三十七年五月，追封和硕显亲王。嫡福晋舒舒觉罗氏，护军校西楞阿之女。继福晋纳喇氏，萨哈察之女。妾韩氏，韩大之女。六子。第一子：若穆浑。第二子：纳钦。第三子：和硕肃勤亲王蕴著。第四子：奉国将军蕴清。第五子：蕴中。第六子：蕴兴。
- 六子奉恩将军迦蓝保（1669-1711），母庶福晋兆佳氏，赫图之女，康熙八年生，康熙五十年卒
- 七子常保（1669-1670），母妾兆氏，翁国托之女，康熙八年生，康熙九年卒
- 八子钦保（1670-1672），母妾马氏，马英秀之女，康熙九年生，康熙十一年卒